# Julio Peralta
Julio Peralta (ur. 9 września 1981 w Santiago) – chilijski tenisista, reprezentant w Pucharze Davisa, olimpijczyk z Rio de Janeiro (2016).

## Kariera tenisowa
Karierę tenisową rozpoczął w 2000 roku.
W swojej karierze wygrywał turnieje z serii ITF Futures oraz ATP Challenger Tour. W rozgrywkach deblowych z cyklu ATP World Tour Chilijczyk wygrał sześć tytułów z dziesięciu rozegranych finałów.
W 2016 zadebiutował w reprezentacji Chile w Pucharze Davisa. Tegoż samego roku zagrał w deblu na igrzyskach olimpijskich w Rio de Janeiro ponosząc porażkę w 1. rundzie.
W rankingu gry pojedynczej Peralta najwyżej był na 212. pozycji (1 grudnia 2013), a w klasyfikacji gry podwójnej na 29. miejscu (16 października 2017).

### Finały w turniejach ATP World Tour
| Nazwa                       |
| --------------------------- |
| Wielki Szlem                |
| Igrzyska olimpijskie        |
| ATP World Tour Finals       |
| ATP World Tour Masters 1000 |
| ATP World Tour 500          |
| ATP World Tour 250          |

#### Gra podwójna (6–4)
| Końcowy wynik | Nr | Data                 | Turniej       | Nawierzchnia  | Partner           | Przeciwnicy                       | Wynik finału   |
| ------------- | -- | -------------------- | ------------- | ------------- | ----------------- | --------------------------------- | -------------- |
| Zwycięzca     | 1. | 27 lutego 2016       | São Paulo     | Ceglana       | Horacio Zeballos  | Pablo Carreño-Busta David Marrero | 4:6, 6:1, 10–5 |
| Zwycięzca     | 2. | 24 lipca 2016        | Gstaad        | Ceglana       | Horacio Zeballos  | Mate Pavić Michael Venus          | 7:6(2), 6:2    |
| Zwycięzca     | 3. | 25 września 2016     | Metz          | Twarda (hala) | Horacio Zeballos  | Mate Pavić Michael Venus          | 6:3, 7:6(4)    |
| Finalista     | 1. | 12 lutego 2017       | Quito         | Ceglana       | Horacio Zeballos  | James Cerretani Philipp Oswald    | 3:6, 1:2 krecz |
| Zwycięzca     | 4. | 16 kwietnia 2017     | Houston       | Ceglana       | Horacio Zeballos  | Dustin Brown Frances Tiafoe       | 4:6, 7:5, 10–6 |
| Finalista     | 2. | 25 sierpnia 2017     | Winston-Salem | Twarda        | Horacio Zeballos  | Jean-Julien Rojer Horia Tecău     | 3:6, 4:6       |
| Finalista     | 3. | 24 września 2017     | Petersburg    | Twarda (hala) | Horacio Zeballos  | Roman Jebavý Matwé Middelkoop     | 4:6, 4:6       |
| Finalista     | 4. | 22 października 2017 | Antwerpia     | Twarda (hala) | Santiago González | Scott Lipsky Divij Sharan         | 4:6, 6:2, 5–10 |
| Zwycięzca     | 5. | 22 lipca 2018        | Båstad        | Ceglana       | Horacio Zeballos  | Simone Bolelli Fabio Fognini      | 6:3, 6:4       |
| Zwycięzca     | 6. | 29 lipca 2018        | Hamburg       | Ceglana       | Horacio Zeballos  | Oliver Marach Mate Pavić          | 6:1, 4:6, 10–6 |